# Lijst van musea in Overijssel
Dit is een lijst van musea in Overijssel. 

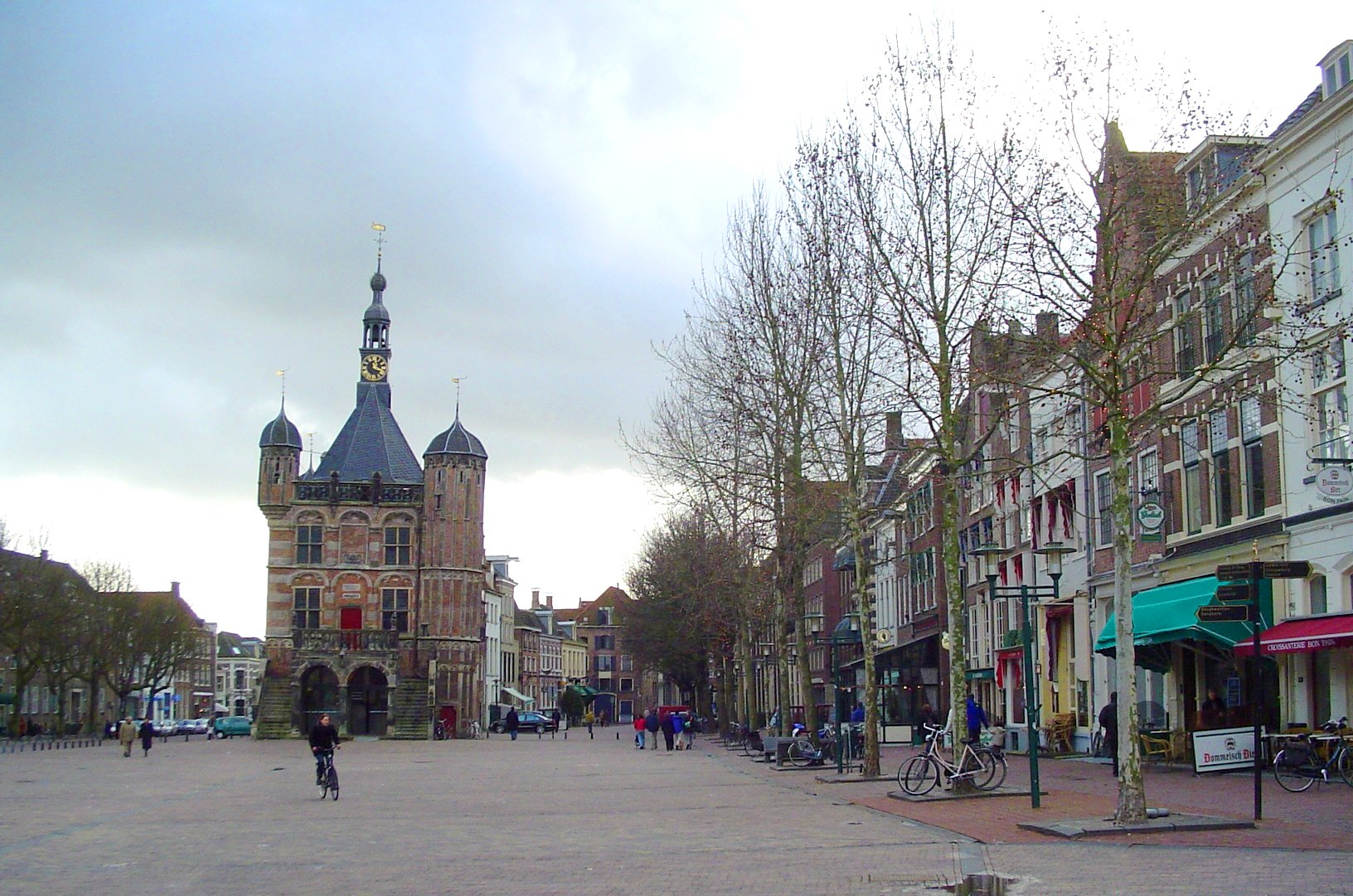
Museum De Waag (Deventer)

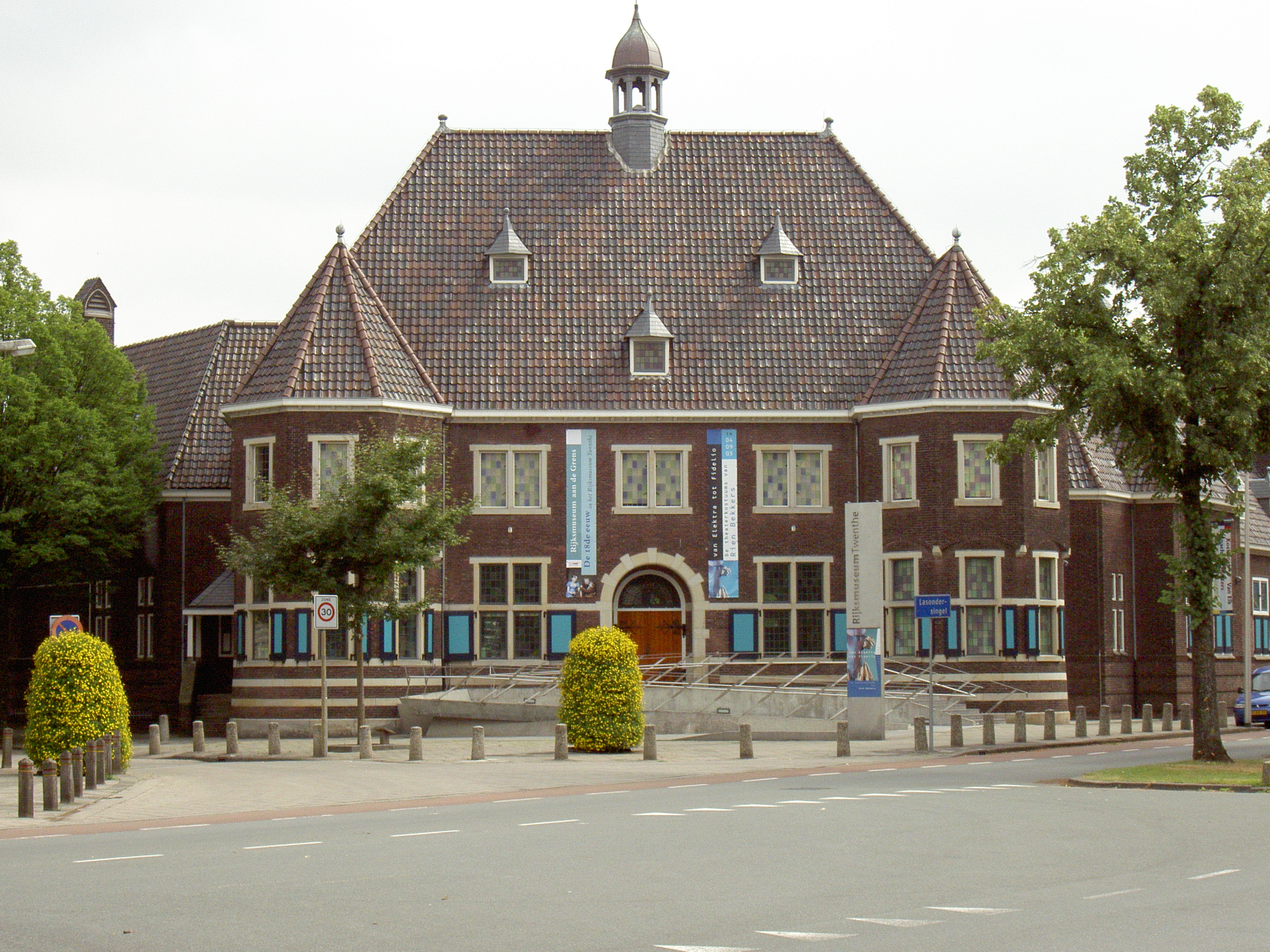
Rijksmuseum Twente (Enschede)

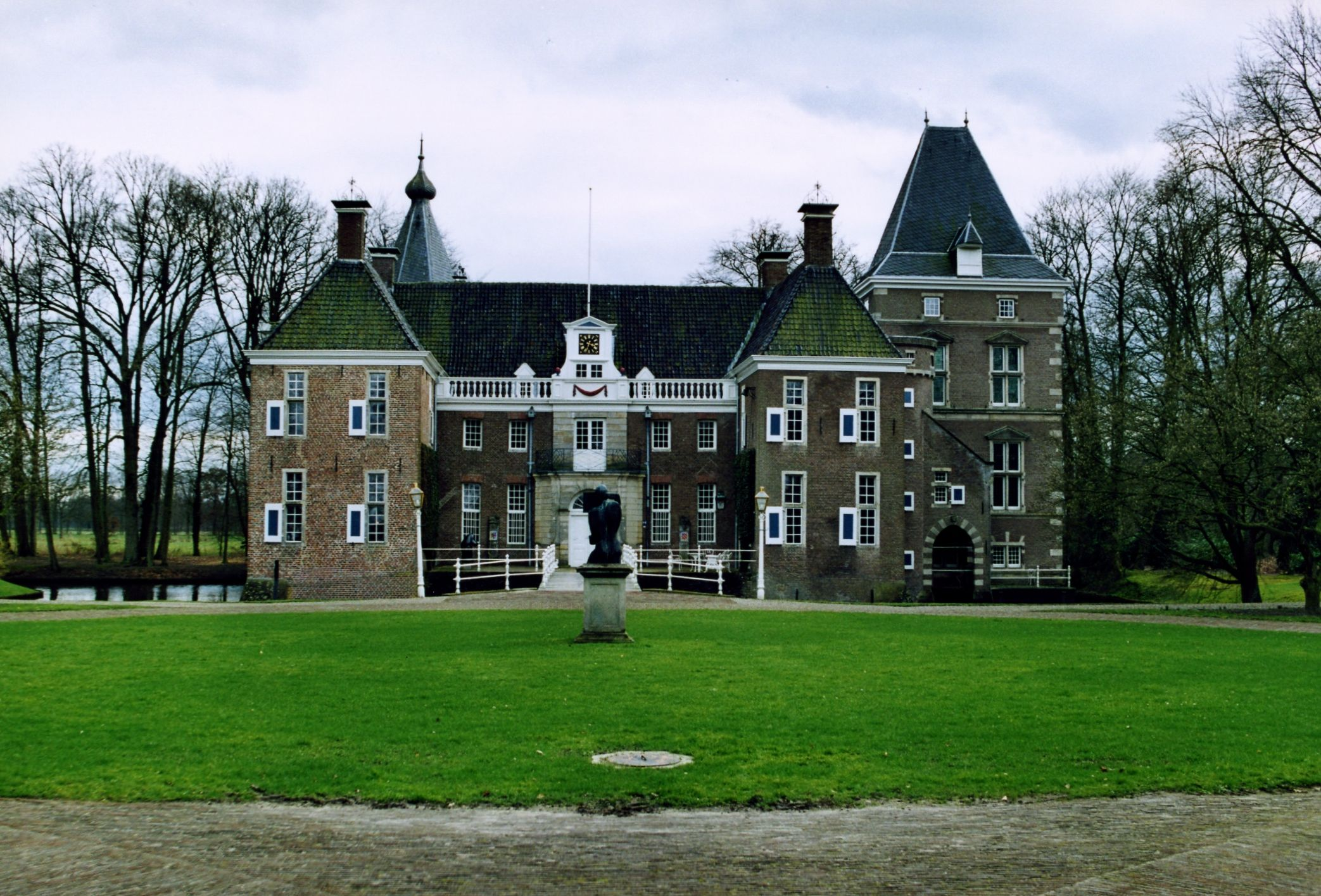
Het Nijenhuis (Heino)

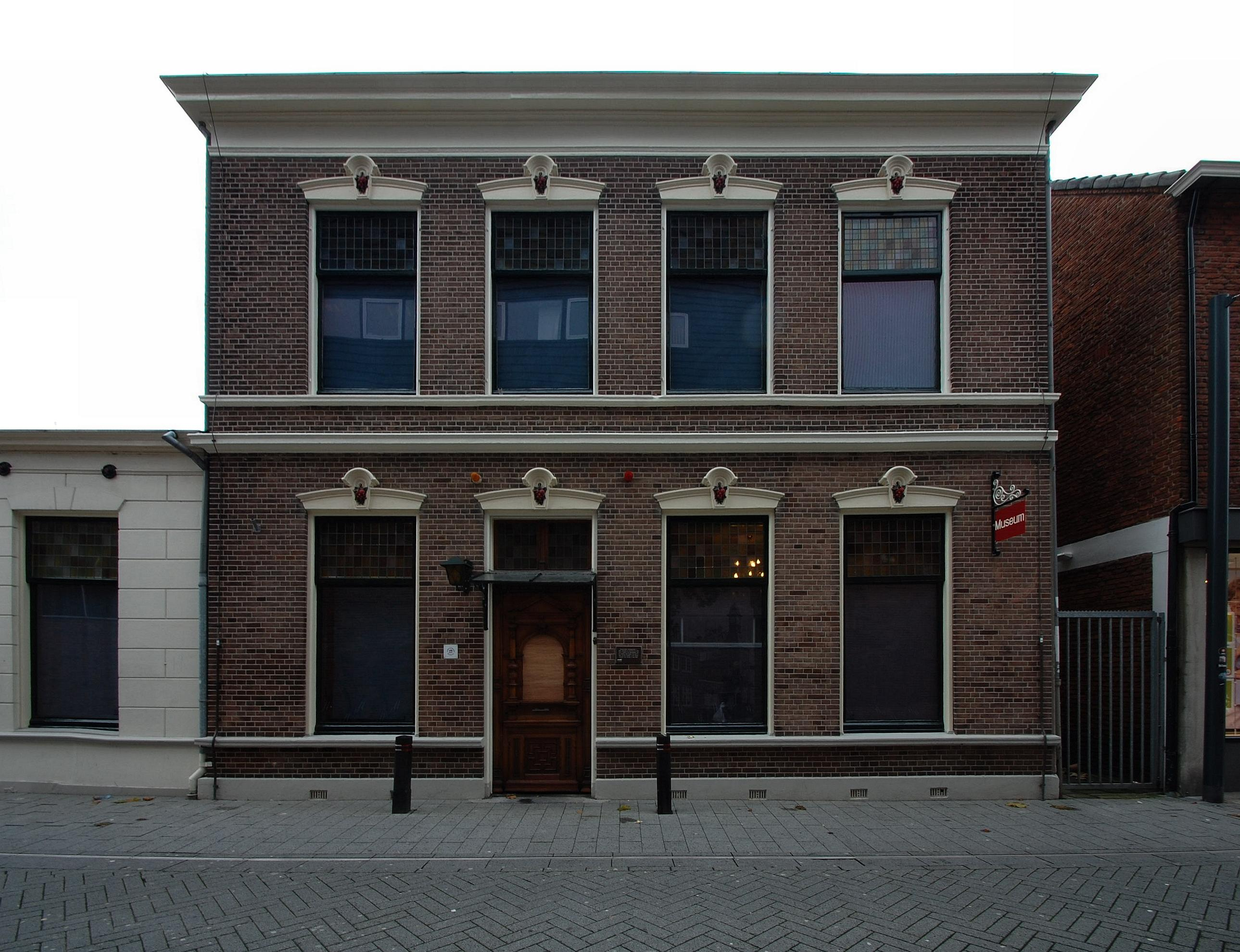
Historisch Museum (Hengelo)

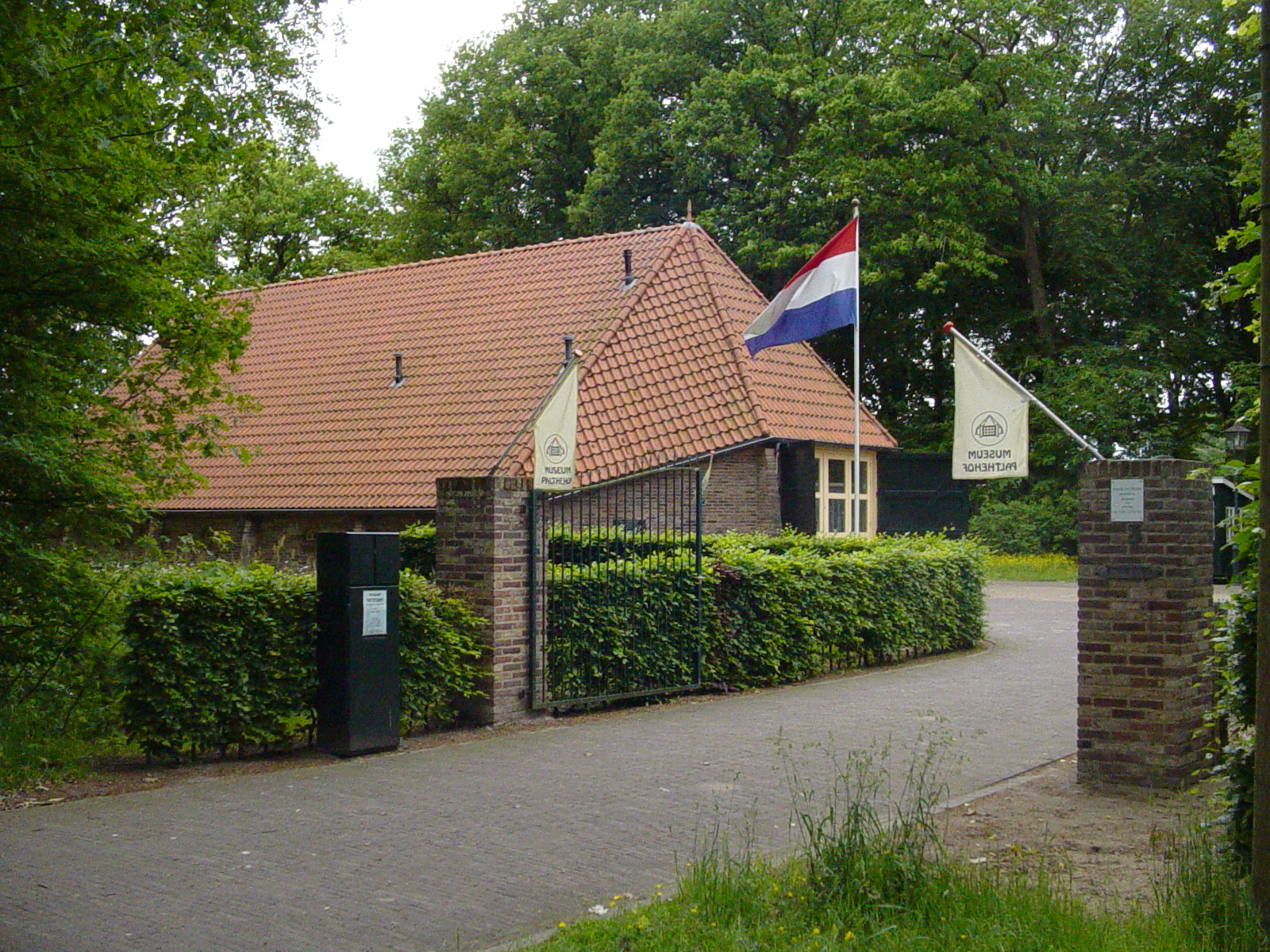
Palthehof (Nieuwleusen)

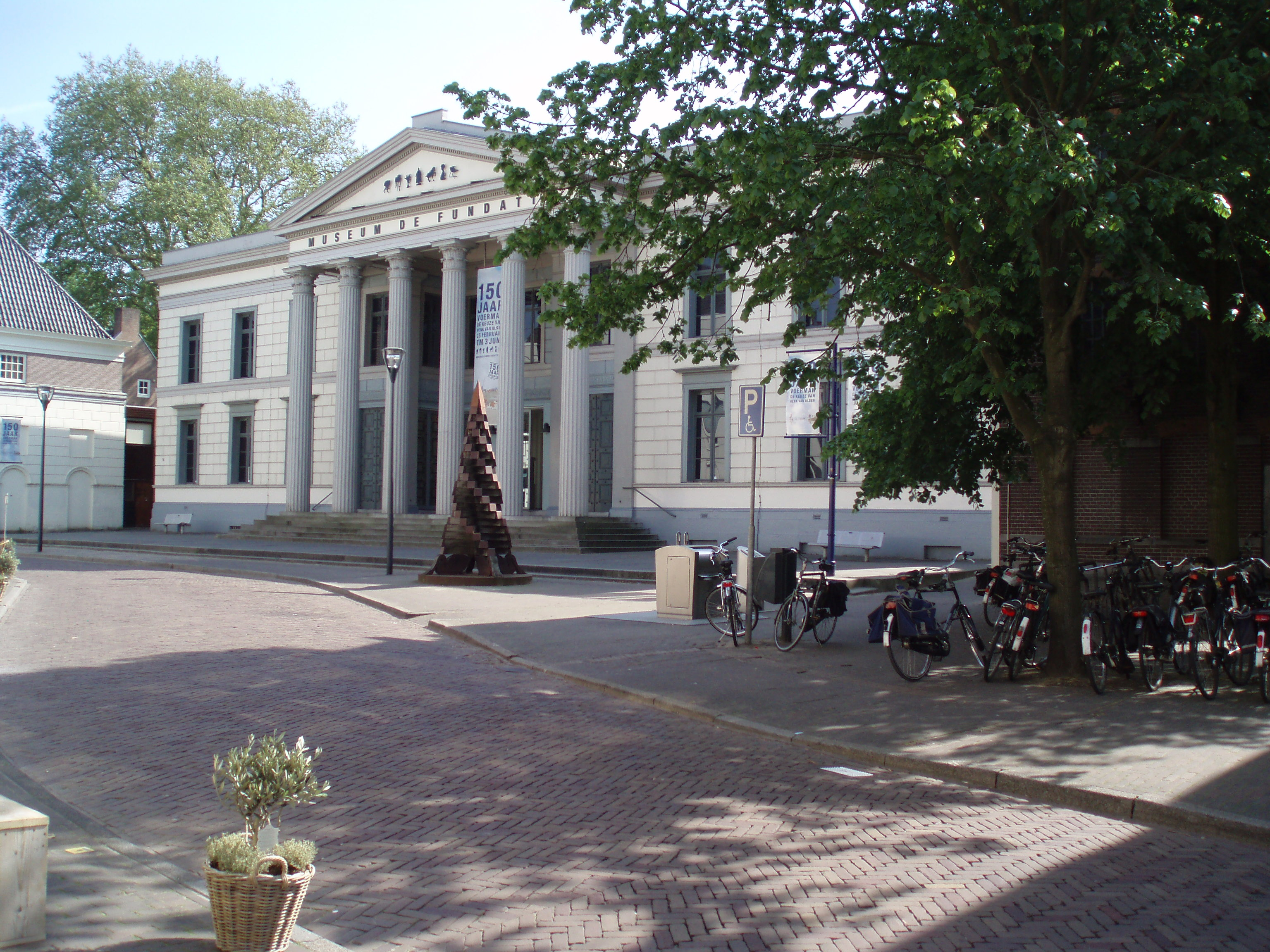
Museum De Fundatie (Zwolle)

## Musea

### Almelo
- Stadsmuseum Almelo

### Ambt Delden
- Museumboerderij Wende Zoele

### Blokzijl
- Het Gildenhuys

### Delden
- Zoutmuseum

### Denekamp
- Museum Natura Docet, voorheen tijdelijk 'Natura Docet Wonderryck Twente'

### Deventer
- Museum De Waag
- Museum EICAS
- Speelgoed- en Blikmuseum
- Museum Geert Groote Huis

### Enschede
- Rijksmuseum Twenthe
- TwentseWelle

### Enter
- Klompen- en Zompenmuseum
- Oudheidkamer Buisjan

### Genemuiden
- Tapijtmuseum

### Giethoorn
- 't Olde Maat Uus
- Museum De Oude Aarde

### Haaksbergen
- Museum Buurtspoorweg

### Hardenberg
- HistorieKamer Hardenberg

### Heino
- Kasteel Het Nijenhuis bij Heino vormt samen met Paleis aan de Blijmarkt in Zwolle Museum De Fundatie. Het Nijenhuis staat op het grondgebied van de gemeente Olst-Wijhe.

### Hellendoorn
- Gerrit Valk's Bakkerij- en IJsmuseum
- Smederijmuseum

### Hengelo
- Historisch Museum Hengelo
- Techniekmuseum Heim

### Holten
- Natuurmuseum Holterberg
- Oudheidkamer Holten

### Kampen
- Ikonenmuseum Kampen
- Stedelijk Museum Kampen

### Nieuwleusen
- Museum Palthehof
- Grammofoonmuseum

### Oldenzaal
- Museum Palthehuis
- Carnavalsmuseum De Hofnar

### Ommen
- Nationaal Tinnen Figuren Museum

### Ootmarsum
- Educatorium

### Paasloo
- Harmonium Museum

### Rijssen
- Internationaal Brandweermuseum Rijssen
- Rijssens Museum

### Staphorst
- Museum Staphorst

### Steenwijk
- Instituut Collectie Krop
- Kermis- en Circusmuseum

### Vriezenveen
- Historisch Museum Vriezenveen

### Zwolle
- Museum De Fundatie
- Stedelijk Museum Zwolle
- Herman Brood Museum & Experience
- Bonami Games & Computers Museum, voorheen Bonami Spelcomputer Museum in Epe